# Quidditch-Weltmeisterschaft
Die Quadball-Weltmeisterschaft (bis 2022 Quidditch-Weltmeisterschaft; offiziell IQA World Cup) ist ein internationaler Quadball-Wettbewerb für Nationalmannschaften um den Weltmeistertitel. Sie wird im Rhythmus von zwei Jahren von der International Quadball Association, dem globalen Dachverband des Quadball-Sports, ausgetragen. Erstmals fand das Turnier im Vorfeld der Olympischen Sommerspiele 2012 als Summer Games in Oxford statt. 2014 wurde es unter dem Namen Global Games ausgetragen.
Die letzte Quadball-Weltmeisterschaft fand vom 11. Juli bis 13. Juli 2025 in Tubize statt. Amtierender Weltmeister ist Belgien.

## Geschichte

### Vorgeschichte
| Oxford |

| Frankfurt am Main |

| Florenz |

| Tubize |

| Oxford |

| Frankfurt am Main |

| Florenz |

| Tubize |

| Burnaby |

| Richmond |

| Burnaby |

| Richmond |

Nationalverbände, die bis 2025 an einer Quidditch-Weltmeisterschaft teilgenommen haben:
Nationalmannschaften mit Teilnahme bei bisher jeder Weltmeisterschaft
Nationalmannschaften mit mindestens einer Teilnahme
teilnehmende Regionalmannschaften mit eigenem Nationalverband
teilnehmende Regionalmannschaft ohne eigenen Nationalverband
IQA-Mitgliedsverbände ohne Teilnahme
IQA-Mitgliedsverbände, die ihre Teilnahme zurückgezogen haben

Erstmals wurde im Jahr 2007 ein internationales Quidditch-Turnier unter dem Namen IQA World Cup ausgetragen. Dabei handelte es sich jedoch um ein Turnier für Vereins- und Hochschulmannschaften, jährlich ausgetragen durch die damalige International Quidditch Association. Aufgrund der starken Zentralisierung und Konzentration des Verbandes auf die USA, erfolgte im Jahr 2014 eine Strukturreform im internationalen Quidditch-Sport: Die 2005 gegründete IQA wurde zu einem nationalen US-amerikanischen Dachverband umgestaltet und in US Quidditch umbenannt. Zugleich wurde mit der neuen International Quidditch Association ein Weltverband geschaffen. Der genannte Vereinswettbewerb wurde 2014 letztmals unter dem Namen IQA World Cup ausgetragen.

### IQA Summer Games (2012)
Die erste Quidditch-Weltmeisterschaft für Nationalmannschaften fand schließlich am 8. Juli 2012 im englischen Oxford statt. Sie stellte zugleich den ersten internationalen Quidditch-Wettbewerb außerhalb der USA dar. Das Turnier trug in Anlehnung an die im selben Monat stattfindenden Olympischen Sommerspiele 2012 in London den Namen IQA Summer Games. Im Rahmen der offiziellen olympischen Fackelzeremonie in Oxford am 9. Juli 2012 fand in diesem Zusammenhang ein öffentliches Demonstrationsspiel zwischen den USA und dem Vereinigten Königreich statt. Mit Australien, Frankreich, Kanada, dem Vereinigten Königreich und den Vereinigten Staaten nahmen fünf Mannschaften an den IQA Summer Games teil. Der Modus beinhaltete eine Round Robin mit anschließender K.-o.-Phase, für die sich die besten vier Teams der Vorrunde qualifizierten. Mit dem Sieg gegen Frankreich im Finale wurde das US-Team der erste Quidditch-Weltmeister.

### IQA Global Games (2014)
Die Quidditch-Weltmeisterschaft 2014 fand als IQA Global Games im kanadischen Burnaby statt, wurde jedoch vom US-amerikanischen Quidditchverband ausgetragen. Erstmals nahmen auch Mexiko und Belgien an einem internationalen Turnier teil. Die sieben Mannschaften spielten zunächst im Rundenturniersystem gegeneinander. Entsprechend ihren Platzierungen in dieser Round Robin qualifizierten sie sich für die Platzierungsspiele um den ersten, dritten und fünften Platz. Die USA schafften im Finale gegen Australien die Titelverteidigung, Kanada gewann die Bronze-Medaille.

### IQA World Cup (seit 2016)
Nach der Umbenennung des Vereinswettbewerbs IQA World Cup in US Quidditch Cup konnte 2016 erstmals eine Quidditch-Weltmeisterschaft der Nationalmannschaften unter dem Namen IQA World Cup stattfinden. Der Deutsche Quidditchbund erhielt den Zuschlag für die Ausrichtung des Turniers in Frankfurt am Main. Zugleich stieg die Bedeutung des Turniers deutlich. Der Quidditch-Sport fand erstmals überregionale Beachtung in der deutschen Presse, was zu einem schlagartigen Anstieg der Quidditch-Mannschaften in Deutschland führte. Die Zahl der teilnehmenden Mannschaften wuchs von 7 auf 21, wobei erstmals auch Asien und Südamerika vertreten waren. Zum ersten Mal nahmen auch Deutschland und Österreich an der Quidditch-Weltmeisterschaft teil. Das Finale gewann die Mannschaft aus Australien gegen die Titelverteidiger aus den USA durch den Fang des Schnatzes. Damit wurde in der dritten Auflage zum ersten Mal nicht die US-amerikanische Mannschaft Weltmeister. Bronze gewann das Team des Vereinigten Königreichs, das sich in der Neuauflage des Spiels um Platz 3 von 2014 gegen Kanada durchsetzte.
Im Vorfeld der Quidditch-Weltmeisterschaft 2018 kam es zu einer online-geführten Kontroverse über unerwartet angesteigene Startgebühren, aufgrund derer sich die Teams aus den kleinen Nationalverbänden Schweden, Dänemark und Peru zu einem Rückzug ihrer Teilnahme gezwungen sahen. Das Turnier fand schlussendlich vom 30. Juni zum 1. Juli 2018 in Florenz statt
Mit 29 teilnehmenden Mannschaften konnte erneut ein Teilnehmerrekord aufgestellt werden. Nachdem in den vergangenen beiden Turnieren jeweils dieselben vier Mannschaften das Halbfinale erreichten, konnten 2018 mit Belgien und der Türkei zwei neue Mannschaften eine Medaille erringen. Das US-Team, das im Verlauf des Turniers zweimal auf Weltmeister Australien traf und beide Male siegreich aus der Partie hervorging, konnte sich schlussendlich den dritten Titel sichern.

### Unterbrechnung wärend der Corona-Krise
Die fünfte Auflage des Wettbewerbes war turnusgemäß für 2020 geplant. Im März 2019 konnte der US-amerikanische Verband mit dem Austragungsort Richmond das Bewerbungsverfahren für sich entscheiden. Im April 2020 gab die IQA die Verschiebung des Turnieres in das Jahr 2021 bekannt. Begründet wurde dies mit dem Fortschreiten der Covid-19-Pandemie. Im selben Jahr wurde es wegen der sich weiter verschärfenden Pandemielage erneut auf 2022 oder 2023 verschoben. Die ursprünglich für 2021 geplante Ausrichtung der Kontinentalmeisterschaften wurde gänzlich abgesagt. Im Juli 2021 gab die IQA schließlich die Ausrichtung der Quadball-Weltmeisterschaft im Jahr 2023 bekannt. Auf diese weise sollte den Nationalverbänden Zeit für die Rückkehr zum geregelten Spielbetrieb und Planungssicherheit für die Anreise gegeben werden. Zugleich entschied sich die IQA, 2022 zunächst die Kontinentalmeisterschaften wieder auszutragen. Seitdem findet die Quadball-Weltmeisterschaft in ungeradzahligen Jahren statt.
Am 19. Juli 2022 verkündete die IQA die Namensänderung des Sports zu Quadball sowie ihre eigene Umbenennung in International Quadball Association.

### Neustart nach der Corona-Krise
Der erste IQA World Cup nach dem Ende der Covid-19-Pandemie wurde schließlich vom 15. bis 16. Juli 2023 in Richmond im US-Bundesstaat Virginia ausgetragen, wo 2019 bereits die IQA Pan-American Games stattgefunden hatten. Im Vorfeld des Turniers wurden mehrere Regeländerung bezüglich der Teilnahmevoraussetzungen eingeführt. In der Folge dieser Änderungen durfte der britische Nationalverband QuadballUK mit England erstmals eine regionale Nationalmannschaft zu einer Weltmeisterschaft anmelden. Für Kontroversen sorgte hingegen die Erstteilnahme des African Nations Teams, welches keinen nationalen Dachverband repräsentiert und mehrheitlich aus US-amerikanischen Spielern mit afrikanischen Wurzeln besteht. Die Folgen der Covid-19-Pandemie resultierten in einem verkleinerten Teilnehmerfeld von 15 Teams. Erstmals konnte Deutschland nach einem Halbfinalsieg gegen Europameister England das Finale erreichen. Hier unterlag das Team des DQB dem Titelverteidiger USA.
Am 15. Oktober 2023 wurde die Vergabe der Quadball-Weltmeisterschaft 2025 bekanntgegeben. Das Turnier fand erstmals über drei Tage vom 11. bis 13. Juli 2025 auf dem Proximus Base Camp, dem Sitz des RBFA, in der nahe Brüssel gelegenen Gemeinde Tubize statt. Mit 31 Teams konnte ein neuer Teilnahmerekord aufgestellt werden. Mit England und den zum ersten Mal teilnehmenden Teams aus Schottland und Wales wurden erstmals drei regionale Nationalmannschaften aus demselben Nationalverband angemeldet. Zudem entsandte die Asociación Quádbol España neben dem spanischen auch ein baskisches Nationalteam. Als ein zweites internationales Team wurde neben den Afrikanischen Nationen auch das Team Latam (Lateinamerika) zur Teilnahme zugelassen. Auch regeltechnisch brachte die siebte Auflage des IQA World Cups eine Neuerung. So wird die Maximum-3-Genderrule fortan auch bei Weltmeisterschaften angewendet. Erstmals in der Geschichte des Wettbewerbes verpassten die Vereinigten Staaten nach einer Niederlage im Halbfinale gegen Deutschland den Einzug ins Endspiel und blieben schließlich ohne Medaillenrang. Als erstes europäisches Team konnte Belgien durch den Finalsieg gegen Europameister Deutschland den Weltmeistertitel gewinnen.

## Vergabe
Die Vergabe erfolgt durch die International Quadball Association. Bewerber können nationale Dachverbände, einzelne Vereine, Organisationen oder auch lokale Regierungen bzw. Kommunen sein. Für die Bewerbung sind umfangreiche Unterlagen einzureichen, die unter anderem Informationen über die zur Verfügung gestellten Sportstätten und Unterbringungsmöglichkeiten enthalten. Zudem finden Vor-Ort-Besuche durch Vertreter der IQA statt. Seit 2018 wird die Ausrichtung der Quadball-Weltmeisterschaft gemeinsam mit den drei Kontinentalmeisterschaften und somit etwa anderthalb Jahre vor dem Turnier vergeben.

## Qualifikation
Bisher müssen Nationalmannschaften für die Teilnahme an Quadball-Weltmeisterschaften keine Qualifikationsphase durchlaufen. Um teilnehmen zu können, müssen die Mannschaften jedoch einen regionalen oder nationalen Dachverband repräsentieren.
Anders als bei anderen Sportarten müssen Spieler einer Nationalmannschaft nicht zwangsläufig die entsprechende Staatsbürgerschaft besitzen. Für eine Nationalmannschaft spielberechtigt sind auch alle Spieler, die über einen längeren Zeitraum in dem jeweiligen Land Quadball spielen und bei dem dortigen nationalen Dachverband als Spieler registriert sind.

## Erstteilnehmer
Die nachfolgende Tabelle gibt einen Überblick über die erstmalige Teilnahme einer Nation an einer Quidditch-Weltmeisterschaft.
| Jahr | Erstteilnehmer          | Erstteilnehmer | Erstteilnehmer | Erstteilnehmer     |
| --- | ----------------------- | -------------- | -------------- | ------------------ |
| 2012 | Australien              | Kanada         | Frankreich     | Vereinigte Staaten |
| 2012 | Vereinigtes Königreich  |                |                |                    |
| 2014 | Belgien                 | Mexiko         |                |                    |
| 2016 | Brasilien               | Deutschland    | Irland a       | Italien            |
| 2016 | Katalonien b            | Niederlande    | Norwegen       | Österreich         |
| 2016 | Polen                   | Slowakei       | Slowenien      | Spanien            |
| 2016 | Südkorea                | Türkei         |                |                    |
| 2018 | Finnland                | Hongkong       | Island         | Malaysia           |
| 2018 | Neuseeland              | Schweiz        | Tschechien     | Vietnam            |
| 2023 | Afrikanische Nationen c | England        | Indien         | Japan              |
| 2025 | Baskenland d            | Philippinen    | Schottland d   | Wales d            |
| 2025 | Lateinamerika c         |                |                |                    |
| Hinweise a Der Nationalverband Irlands umfasst auch Nordirland. b Die autonome Gemeinschaft Katalonien hat einen eigenen Nationalverband. Spanien und Katalonien treten daher bei internationalen Turnieren unabhängig voneinander an. c Die Teams der Afrikanischen Nationen und Lateinamerikas sind international und haben keinen nationalen Dachverband. d Das Baskenland gehört zum spanischen Verband, Schottland und Wales zum Nationalverband des Vereinigten Königreiches. Beide Verbände treten somit mit mehreren Teams an. |                         |                |                |                    |

## Turniere im Überblick
Die folgende Tabelle gibt einen Überblick über die Ergebnisse der einzelnen Turniere.
| Jahr | Gastgeber           |                    | Finale     | Finale             | Finale                 |          | Spiel um Platz drei    | Spiel um Platz drei | Spiel um Platz drei |  | Teams |
| Jahr | Gastgeber           | Sieger             | Ergebnis a | 2. Platz           | 3. Platz               | Ergebnis | 4. Platz               |                     |                     |  | Teams |
| --- | ------------------- | ------------------ | ---------- | ------------------ | ---------------------- | -------- | ---------------------- | ------------------- | ------------------- |  | ----- |
| 2012 Details | Oxford              | Vereinigte Staaten | 160*:0     | Frankreich         | Australien             | 60*:50   | Kanada                 | 5                   |                     |  |       |
| 2014 Details | Burnaby b           | Vereinigte Staaten | 210*:0     | Australien         | Kanada                 | 70*:40   | Vereinigtes Königreich | 7                   |                     |  |       |
| 2016 Details | Frankfurt am Main   | Australien         | 150*:130   | Vereinigte Staaten | Vereinigtes Königreich | 190*:60  | Kanada                 | 21                  |                     |  |       |
| 2018 Details | Florenz             | Vereinigte Staaten | 120*:70    | Belgien            | Türkei                 | 110*:60  | Vereinigtes Königreich | 29                  |                     |  |       |
| 2023 Details | Richmond            | Vereinigte Staaten | 140*:50    | Deutschland        | Belgien                | 120*:60  | England                | 15                  |                     |  |       |
| 2025 Details | Tubize              | Belgien            | 170*:90    | Deutschland        | Australien             | 90*:80   | Vereinigte Staaten     | 31                  |                     |  |       |
| 2027 Details | noch nicht vergeben |                    |            |                    |                        |          |                        |                     |                     |  |       |
| Hinweise a Die Punktzahl jener Mannschaft, deren Sucher den Schnatz gefangen hat, wird gemäß der standardisierten Ergebnisnotation mit einem Sternchen markiert. b Der US-amerikanische Quidditchverband US Quidditch war offizieller Gastgeber der Quidditch-Weltmeisterschaft 2014. |                     |                    |            |                    |                        |          |                        |                     |                     |  |       |

## Medaillenspiegel
| Platz  | Land                   | Gold | Silber | Bronze | Gesamt |
| ------ | ---------------------- | ---- | ------ | ------ | ------ |
| 1      | Vereinigte Staaten     | 4    | 1      | 0      | 5      |
| 2      | Australien             | 1    | 1      | 2      | 4      |
| 3      | Belgien                | 1    | 1      | 1      | 3      |
| 4      | Deutschland            | 0    | 2      | 0      | 2      |
| 5      | Frankreich             | 0    | 1      | 0      | 1      |
| 6      | Kanada                 | 0    | 0      | 1      | 1      |
| 6      | Türkei                 | 0    | 0      | 1      | 1      |
| 6      | Vereinigtes Königreich | 0    | 0      | 1      | 1      |
| Gesamt | Gesamt                 | 5    | 5      | 5      | 15     |